# Старий замок у м. Кам'янці-Подільському (монета)
«Стари́й за́мок у м. Ка́м'янці-Поді́льському» — пам'ятна монета номіналом 5 гривень, випущена Національним банком України, присвячена легендарній Кам'янець-Подільській фортеці (замку), одній із найкрасивіших пам'яток архітектури України. Замок був головною оборонною спорудою в комплексі укріплень міста, неодноразово зазнавав змін та перебудовувався. Нині замок є складовою частиною Кам'янець-Подільського державного історичного музею-заповідника.
Монету введено в обіг 17 травня 2017 року. Вона належить до серії «Пам'ятки архітектури України».

## Опис монети та характеристики
| Номінал грн. | Метал      | Маса, г | Діаметр, мм | Якість виготовлення       | Гурт     | Тираж, штук |
| ------------ | ---------- | ------- | ----------- | ------------------------- | -------- | ----------- |
| 5            | нейзильбер | 16,54   | 35,0        | спеціальний анциркулейтед | рифлений | 40 000      |

### Аверс
На аверсі монети розміщено: угорі — малий Державний Герб України та напис «УКРАЇНА»; у центрі на дзеркальному тлі — план старого замку у м. Кам'янці-Подільському; праворуч рік карбування монети — «2017», унизу номінал — «5 ГРИВЕНЬ»; праворуч — логотип Банкнотно-монетного двору Національного банку України.

### Реверс
На реверсі монети зображено Кам'янець-Подільську фортецю та розміщено написи: «КАМ'ЯНЕЦЬ-ПОДІЛЬСЬКИЙ/ СТАРИЙ ЗАМОК» (півколом угорі).

## Автори

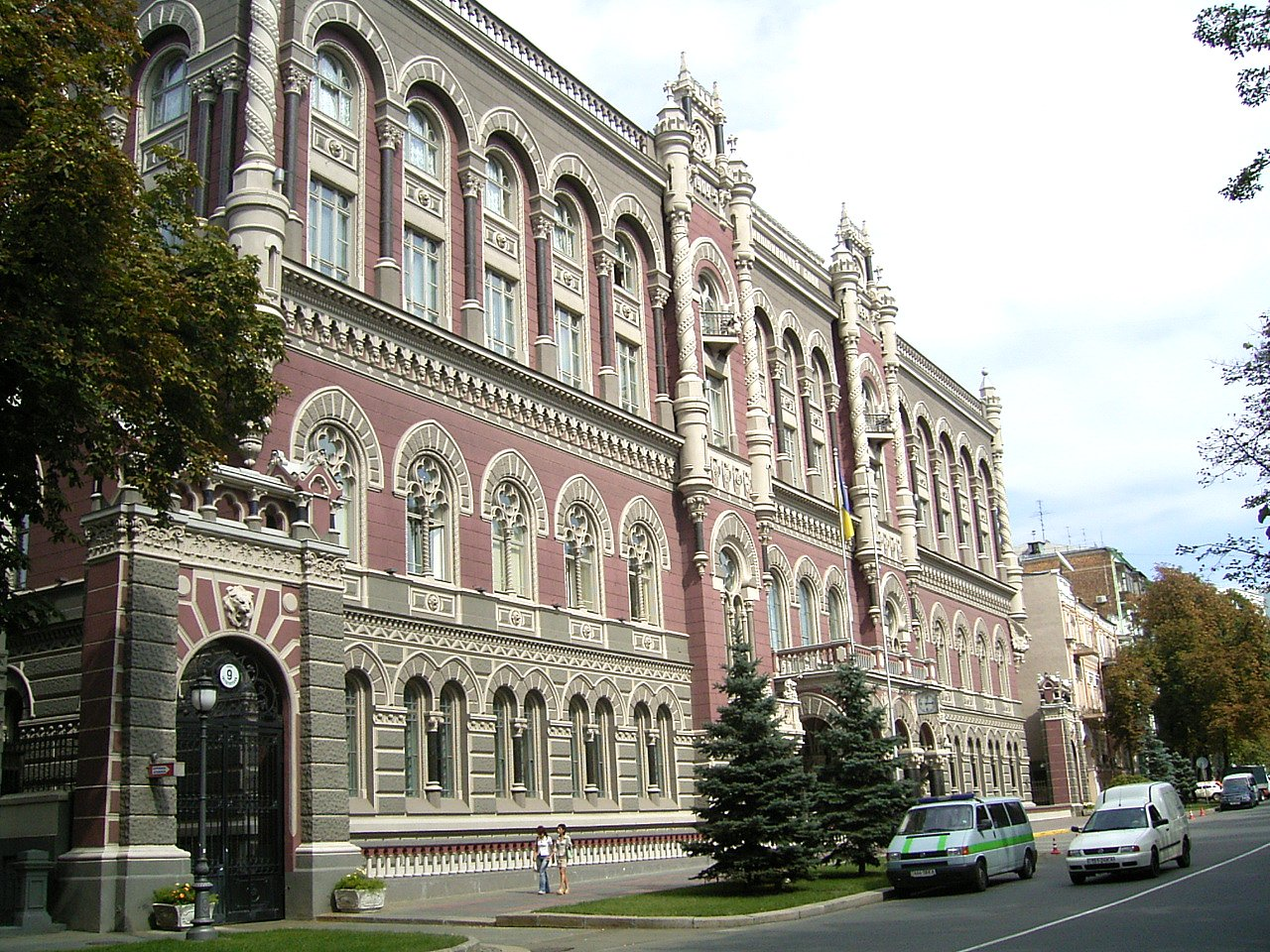
Будівля Національного банку України

- Художник — Демяненко Анатолій.
- Скульптор — Демяненко Анатолій.

## Вартість монети
Під час введення монети в обіг 2017 року, Національний банк України реалізовував монету через свої філії за ціною 43 гривні.
Фактична приблизна вартість монети з роками змінювалася так:
| Рік        | 2018 | 2019 | 2020 | 2021 | 2022 | 2023 | 2024 | 2025 |
| ---------- | ---- | ---- | ---- | ---- | ---- | ---- | ---- | ---- |
| Ціна, грн. | 60   | 65   | 70   | 90   | 130  | 330  | 350  | 370  |